# Рудниця (притока Словечної)
Рудниця — річка в Україні, у Овруцькому районі Житомирської області. Права притока Словечної (басейн Прип'яті).

## Опис
Довжина річки 12 км. Площа басейну 56,4 км².

## Розташування
Бере початок на сході від Возничів. Тече переважно на північний схід і у Лучанках впадає і річку Словечну, праву притоку Прип'яті.